# آنتی کوئیسما
آنتی کوئیسما (انگلیسی: Antti Kuisma؛ زادهٔ ۲۳ فوریهٔ ۱۹۷۸) ورزشکار اهل فنلاند است. او از برندگان مدال‌های بازی‌های المپیک زمستانی ۲۰۰۶ بود.